# Muriel Agnes Heagney

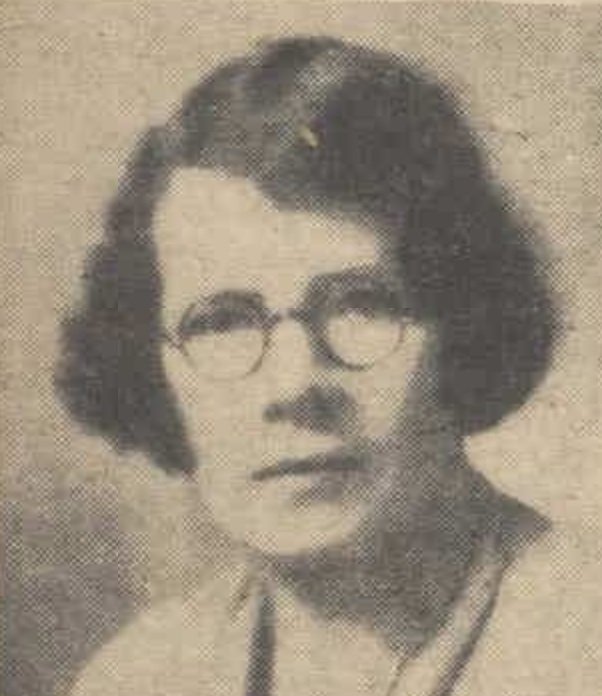
Muriel Agnes Heagney, 1933

Muriel Agnes Heagney (* 31. Dezember 1885 in Brisbane, Australien; † 14. Mai 1974 in St. Kilda (Melbourne), Australien) war eine australische Gewerkschafterin, Autorin und Aktivistin der Frauenbewegung. Sie war eine der Pionierinnen der Frauenbewegung. Sie engagierte sich sechs Jahrzehnte lang für die Rechte berufstätiger Frauen, insbesondere für gleiches Entgelt. 1937 war sie eine der Gründerinnen des New South Wales Council of Action for Equal Pay. 

## Leben und Werk

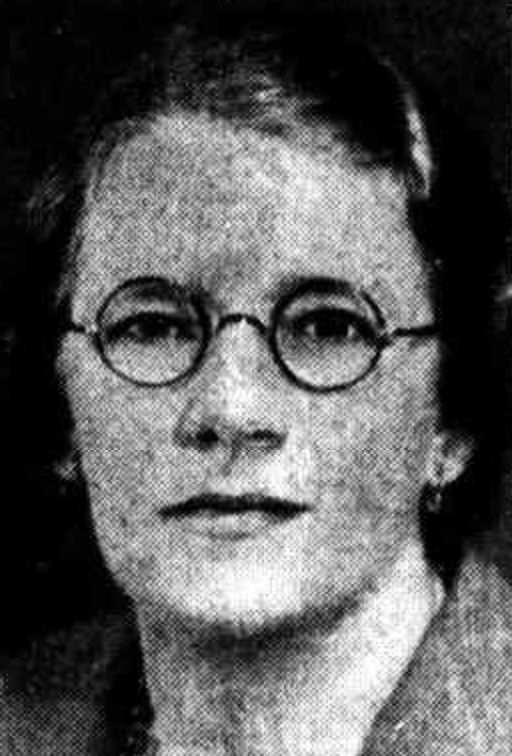
Muriel Heagney, 1941

Heagney war die Tochter des Zimmermanns Patrick Reginald und seiner Frau Annie Agnes, geborene Currie. Ihr Vater war Mitglied der Australian Workers’ Union. Im Jahr 1902 gründete er die Niederlassung des Political Labour Council (PLC) in Richmond und war von 1908 bis 1911 Mitglied des Richmond Council. Mit seiner Tochter besuchte er 1921 den Australian Trade Union Congress in Melbourne und veröffentlichte in diesem Jahr die Broschüre Social Reconstruction: Plans and Specifications.
Heagney wurde in einem Kloster in Richmond und später zur Grundschullehrerin ausgebildet, ein Beruf, den sie bis 1915 ausübte. Ab 1906 war sie Mitglied der Richmond-Zweigstelle des PLC, 1909 war sie Delegierte des Women’s Central Organizing Committee und besuchte die erste viktorianische Labour Women’s Conference. Während des Ersten Weltkriegs arbeitete sie als einzige weibliche Angestellte im Verteidigungsministerium und erhielt den gleichen Lohn, da es keine Vorkehrungen für weibliche Angestellte gab. Sie und ihre Mutter beteiligten sich trotz der Einwände ihrer Arbeitgeber aktiv an Kampagnen gegen die Wehrpflicht. 1915 war sie Ausschussmitglied der Arbeiterbildungsvereinigung.
Von 1921 bis 1923 war sie Sekretärin des Australian Relief Fund für Europa und verbrachte die folgenden zwei Jahre im Ausland. Sie besuchte Russland, arbeitete kurzzeitig für die Internationale Arbeitsorganisation in Genf und vertrat 1925 in London den Melbourne Trades Hall Council auf der ersten Arbeitskonferenz des britischen Commonwealth. Nach ihrer Rückkehr nach Melbourne war sie von 1926 bis 1927 Mitglied des viktorianischen Zentralvorstands der Labour Party. Sie war auch am Aufbau der Labour Guild of Youth beteiligt.

## Council of Action for Equal Pay

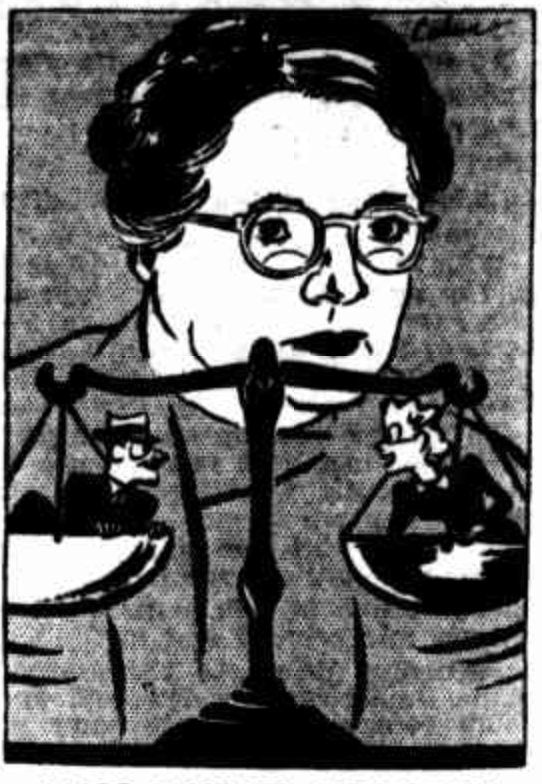
Muriel Heagney in einer Grafik einer Beilage zur Sunday Sun

Heagneys Hauptbemühungen bestanden darin, gleiches Entgelt für Frauen durchzusetzen. Sie sah in der Lohnungleichheit das größte Hindernis für die Verwirklichung von Status- und Chancengleichheit. In den Jahren 1919 bis 1920 arbeitete sie als Ermittlerin für eine von Premierminister Billy Hughes eingesetzte königliche Kommission, um zu untersuchen, ob der Grundlohn für den Lebensunterhalt einer Familie ausreichte. Sie war die erste Frau, die sich über offizielle Kanäle für gleiches Entgelt einsetzte. Sie reiste durch Australien, sammelte Beweise und berücksichtigte neben den Grundbedürfnissen wie Nahrung, Miete und Kleidung auch die Kosten für Kraftstoff, Haarschnitte, Zeitungen, Fahrpreise und Schulbildung. Die Kommission empfahl eine Erhöhung des Grundlohns und des Kindergeldes. Die Empfehlungen wurden vom Bundesschiedsgericht und der Regierung zurückgewiesen.
1921 half Heagney den Gewerkschaften bei der Vorbereitung eines Falles, der zu vierteljährlichen Anpassungen der Lebenshaltungskosten führte. Ab 1923 reiste sie zwei Jahre lang durch Europa und hielt Vorträge auf Frauen- und Labour-Treffen. Nach ihrer Rückkehr 1926 half sie der Bekleidungsgewerkschaft dabei, Belege für ihren Antrag auf gleichen Lohn für beide Geschlechter vorzubereiten. 1928 präsentierte sie auf der ersten panpazifischen Frauenkonferenz in Honolulu einen Aufsatz mit dem Titel Die Gewerkschaftsfrauen.
Heagney beschloss während der Depression etwas für die wachsende Zahl arbeitsloser Menschen, insbesondere Frauen, zu unternehmen. Zusammen mit Frederick John Riley vom Arbeitslosenausschuss der Frauengewerkschaft verfasste sie den Heagney-Riley-Bericht im Juni 1930 in der Hoffnung, die Regierung zum Handeln zu bewegen. Das Ergebnis war, dass sie mit staatlichen Mitteln das Unemployed Girls’ Relief Movement gründete, eine Organisation, die auf Selbsthilfe, Zusammenarbeit und Gleichberechtigung basierte. In den nächsten zwei Jahren konnten dadurch mehr als 10.000 Frauen unterstützt werden. Es wurden Arbeitszentren eingerichtet, in denen Frauen Hilfslöhne für die Herstellung von Kleidung erhielten, die dann an Arbeitslose verteilt wurde. Während Heagney dort als Organisationssekretärin arbeitete, erhielt sie den gleichen Lohn wie die anwesenden Frauen. Ein Regierungswechsel im Jahr 1932 führte dazu, dass das Projekt aufgegeben wurde und die Wohltätigkeitsorganisationen für die Hilfe zuständig waren.
Da es nur wenige Arbeitsplätze gab, wuchs der Unmut gegenüber der Beschäftigung von Frauen. Um dem in den 1930er Jahren entgegenzuwirken, führte sie eine Umfrage für die viktorianische Zweigstelle des Open Door Council durch und veröffentlichte 1935 Are Women Taking Men’s Jobs. Sie argumentierte, dass alle Menschen Arbeitschancen haben und dass Frauen das gleiche Entgelt erhalten sollten.
1937 war Heagney an der Gründung des Council of Action for Equal Pay (CAEP) unter der Schirmherrschaft der Zweigstelle New South Wales der Federated Clerks’ Union beteiligt und war bis 1949 Ehrensekretärin. 1938 setzte sie sich erfolgreich für den Australian-Council-of-Trade-Unions-Kongress ein, der schließlich anerkannte, dass Frauen gleiches Entgelt erhalten sollten. 1937 und erneut 1949 nahm sie als Zeugin an Grundlohnverhandlungen vor dem Schiedsgericht teil. 1940 trat sie vor der New South Wales Industrial Commission auf, um den Einsatz der Clerks’ Union für gleiches Entgelt zu unterstützen. 1941 nahm Heagney an der Konferenz der Internationalen Arbeitsorganisation in New York teil. Ihren Lebensunterhalt verdiente sie von 1936 bis 1942 als Reiseveranstalterin für das Queensland Tourist Bureau in Sydney. 
Während des Zweiten Weltkriegs wurden Frauen zur Arbeit benötigt, insbesondere in Männerberufen. Letztendlich erhielt ein kleiner Prozentsatz der Frauen den vollen Lohn, während andere 75–95 % des Männersatzes erhielten. Heagney war enttäuscht darüber, dass Frauen, deren Einsatz für die Kriegsanstrengungen von entscheidender Bedeutung war, erneut wie Bürgerinnen zweiter Klasse behandelt wurden. Von 1943 bis 1947 arbeitete sie als Organisatorin für die Amalgamated Engineering Union, ihre letzte Anstellung innerhalb der Arbeiterbewegung.
Sie schrieb 1948 Equal Pay for the Sexes. Im Jahr 1949 plädierte sie im Fall des Grundlohns für einen gleichen Grundlohn für Männer und Frauen. Da der Lohn der Frauen nun jedoch bei 75 % lag, hatten die Gewerkschaften das Interesse an der Sache verloren. Erst zwanzig Jahre später plädierten die Gewerkschaften erneut für gleiches Entgelt.
1950 kehrte sie nach Melbourne zurück, wo sie 1954 das Buch Arbitration at the Cross Roads schrieb. Im September 1955 wurde sie in der Labour Party Sekretärin des Zentralen Organisationskomitees der Frauen und Mitglied des Zentralvorstandes der Partei.
Sie starb am 14. Mai 1974 im Alter von 88 Jahren in einem Pflegeheim in St. Kilda. Eine Woche zuvor hatte die Entscheidung des National Wage Case Frauen einen Mindestlohn für Erwachsene gewährt.

## Ehrungen
- 1978: wurde ihr zu Ehren eine Straße im Canberra-Vorort Chisholm (Canberra) in Heagney Crescent umbenannt
- 2001: Aufnahme in die Victorian Honour Roll of Women[5]

## Veröffentlichungen
- 1935: Are women taking men’s jobs?
- 1948: Equal pay for the sexes.
- 1954: Arbitration at the crossroads.